# Nogometni klub Slavija Vevče
Il Nogometni klub Slavija Vevče, noto come Slavija Vevče, era una società calcistica slovena con sede a Vevče, una località nella periferia di Lubiana.
Fondato nel 1921, il club è fallito nel 1999 a causa di problemi economici.

## Storia
Il club viene fondato nel 1921 e raggiunge la massima serie slovena nel 1994, dopo aver rilevato il titolo sportivo dello Svoboda, che ha appena rinunciato ad iscriversi il giorno precedente all'inizio del campionato.
Prende il nome "SET Vevče", grazie allo sponsor, una casa editrice locale. Nel 1996 si fonde con lo Slovan Lubiana e trasferisce la sede al campo sportivo di Kodeljevo, ove gioca come "ND Slovan-Slavija" per tre stagioni.
Vince il campionato di seconda divisione nel 1997 e viene promosso, per poi subire due retrocessioni consecutive. Nel 1999 il club cessa l'attività.

## Stadio
Il club giocava le gare casalinghe allo Igrišče Slavija Vevče, un impianto da 1500 posti.